# Steve Nash
Stephen John Nash OC (Joanesburgo, 7 de fevereiro de 1974) é um treinador e ex-jogador de basquete canadense nascido na África do Sul, tendo dirigido o Brooklyn Nets da National Basketball Association (NBA) até 1 de Novembro de 2022.
Ele jogou dezoito temporadas na NBA, onde foi oito vezes eleito para o All-Star Game e sete vezes para o All-NBA. Nash foi duas vezes o MVP da NBA enquanto jogava pelo Phoenix Suns.
Depois de jogar no basquete universitário pela Universidade de Santa Clara, ele foi escolhido como a 15.ª escolha geral no Draft da NBA de 1996 pelo Phoenix Suns. Ele teve um impacto mínimo e foi negociado com o Dallas Mavericks em 1998. Ele se tornou um agente livre após a temporada de 2003-04 e voltou ao Phoenix Suns.
Na temporada de 2004-05, Nash liderou os Suns até as finais da Conferência Oeste e foi nomeado o MVP da liga. Ele foi nomeado MVP novamente na temporada de 2005-06 e ficou em segundo lugar na votação em 2006-07.
Nash foi homenageado por suas contribuições a várias causas filantrópicas. Em 2006, ele foi nomeado pela Time como uma das cem pessoas mais influentes do mundo. Ele foi nomeado para a Ordem do Canadá em 2007 e foi premiado com um Doutor Honorário em Direito da Universidade de Victoria em 2008. Nash é co-proprietário do Vancouver Whitecaps da Major League Soccer desde que a equipe entrou na liga em 2011. De 2012 a 2019, atuou como gerente geral da Seleção Canadense de Basquetebol, pela qual jogou de 1991 a 2003, fazendo uma aparição olímpica e sendo duas vezes nomeado MVP da Fiba AmeriCup.

## Primeiros anos
Nash nasceu em Joanesburgo, África do Sul, filho de mãe galesa, Jean, e pai inglês, John, em 7 de fevereiro de 1974. Sua família mudou-se para Regina, Saskatchewan, quando ele tinha 18 meses, antes de se estabelecer em Victoria, British Columbia. Ele, portanto, possui cidadania britânica e canadense. Antes de a família se estabelecer no Canadá, seu pai jogou futebol profissional em várias partes do mundo.
Nash costumava jogar futebol e hóquei no gelo com seu irmão mais novo, Martin, e só começou a jogar basquete aos 12 ou 13 anos. Na oitava série, porém, ele disse à mãe que um dia jogaria na NBA e se tornaria uma estrela. Ele era vizinho das futuras estrelas da NHL, Russ e Geoff Courtnall, que costumavam cuidar dele e jogar futebol sendo treinado pelo pai de Nash.
Nash originalmente frequentou a Mount Douglas Secondary School em Saanich, British Columbia, mas depois que suas notas começaram a cair, seus pais decidiram matriculá-lo na St. Michaels University School, um internato particular em Victoria. Lá, ele jogou basquete, futebol e rúgbi. Em sua última temporada, ele teve médias de 21,3 pontos, 11,2 assistências e 9,1 rebotes. Ele liderou sua equipe para o título do Campeonato Provincial AAA da Colúmbia Britânica e foi eleito o Jogador do Ano da província.

## Carreira universitária
Embora o técnico de ensino médio de Nash, Ian Hyde-Lay, tenha enviado cartas de recomendação em nome de Nash para mais de 30 universidades americanas, ele não foi recrutado por nenhuma universidade, até que o técnico de Santa Clara, Dick Davey, solicitou uma filmagem do jovem. Depois de assistir Nash pessoalmente, Davey disse que "estava nervoso como o inferno só esperando que ninguém mais o visse. Não era preciso ser um ganhador do Prêmio Nobel para descobrir que esse cara era muito bom. Era apenas esperar que ninguém dos grandes nomes surgiram". No entanto, Davey também disse a Nash que ele era "o pior jogador defensivo" que ele já tinha visto.
Nash recebeu uma bolsa de estudos de Santa Clara para a temporada de 1992-1993. Naquela época, havia cinco anos desde que os Broncos tinham jogado no Torneio da NCAA. Isso mudou quando Nash levou os Broncos a um título do Torneio da WCC e uma vitória sobre Arizona na primeira rodada do Torneio da NCAA. Nesse jogo, Nash marcou seis lances livres consecutivos nos últimos 30 segundos da disputa. Embora Temple tenha derrotado Santa Clara na próxima rodada, a campanha de 1992–93 foi considerada bem-sucedida. No entanto, na temporada seguinte, os Broncos só conseguiu um recorde de 5-7 na conferência. A equipe se recuperou na temporada de 1994-95, com Nash sendo nomeado Jogador da Conferência no Ano e o Broncos liderando o WCC. Com Nash sendo o líder da liga em pontuação e assistências, os Broncos voltou ao Torneio da NCAA mas foram eliminados por Mississippi State. Após a temporada, Nash pensou em se tornar profissional e desistiu quando soube que provavelmente não seria considerado uma escolha de primeira rodada no Draft da NBA de 1995.
Meus heróis foram Isiah Thomas, Michael Jordan, Magic Johnson. Eu acho que eles eram tão competitivos e criativos. Principalmente Isiah, ele não era muito alto. Ele jogava principalmente no chão e isso me fez sentir que poderia encontrar uma maneira de fazer o mesmo.

Steve Nash
Na temporada de 1995-96, Nash começou a atrair a atenção da mídia nacional e de olheiros profissionais. Ele havia passado o verão anterior aprimorando suas habilidades, jogando com a seleção canadense e treinando com jogadores como Jason Kidd e Gary Payton. Santa Clara conquistou novamente o título do WCC e, pelo segundo ano consecutivo, Nash foi eleito o Jogador da Conferência do Ano, o primeiro jogador dos Broncos a fazê-lo desde Kurt Rambis. No Torneio da NCAA, ele marcou 28 pontos ao liderar os Broncos para uma vitória sobre Maryland, mas eles foram eliminados por Kansas na rodada seguinte.
Ele terminou sua carreira como o líder de todos os tempos de Santa Clara em assistências (510), porcentagem de lances livres certos (0,862) e tentativas de arremessos de três pontos (263-656). Ele permanece em terceiro lugar na lista de artilheiros de todos os tempos da universidade (1.689) e detém o recorde de maior porcentagem de lances livres certos em uma única temporada de Santa Clara (0,894).
Em setembro de 2006, Nash teve sua camisa de número 11 aposentada, tornando-se o primeiro aluno-atleta de Santa Clara a receber essa homenagem.

## Carreira profissional

### Phoenix Suns (1996–1998)
Depois de se formar em sociologia, Nash foi selecionado pelo Phoenix Suns como a 15º escolha geral no Draft da NBA de 1996. Ao ouvir o anúncio do draft, os fãs dos Suns vaiaram desaprovando o jogador relativamente desconhecido. Isso porque, apesar de suas impressionantes realizações na faculdade, Nash não havia jogado em uma das principais conferências universitárias. Uma grande influência na escolha do Phoenix foi o assistente técnico Donnie Nelson, que conheceu Nash no colégio quando ele foi treinado pelo amigo de Nelson, Ken Shields, e acabaria se tornando amigo do jogador quando ele jogava em Santa Clara.
Durante suas duas primeiras temporadas na NBA, Nash desempenhou um papel de coadjuvante, sendo banco dos armadores Kevin Johnson, Sam Cassell e, mais tarde, Jason Kidd. Tanto Johnson quanto Cassell tinham experiência em finais da NBA, enquanto Kidd foi a segunda escolha geral no Draft de 1994 e já era um All-Star quando chegou ao Phoenix.
Em sua temporada de estreia, Nash conseguiu apenas 10,5 minutos por jogo, mas em sua segunda temporada, seu tempo de jogo aumentou significativamente e ele chegou a ficar em 13º lugar na liga em porcentagem de cestas de três pontos. No entanto, o mandato do canadense com os Suns não durou. Donnie Nelson tinha acabado de aceitar um emprego como gerente geral assistente do Dallas Mavericks com seu pai, Don Nelson, e o convenceu a adquirir o subutilizado Nash. Após o Draft de 1998, Nash foi negociado para os Mavericks em troca de Martin Müürsepp, Bubba Wells, Pat Garrity e uma escolha de primeira rodada (que mais tarde se tornou ser o futuro companheiro de equipe do Phoenix, Shawn Marion).

### Dallas Mavericks (1998–2004)
Foi em Dallas que Nash se estabeleceu como um armador formidável, começando a década como um dos melhores jogadores do esporte. Durante seu primeiro ano nos Maverick (a temporada de 1998-99 encurtada pela greve), ele foi titular em todos os 40 jogos que disputou e teve médias de 7,9 pontos, 2,9 rebotes e 5,5 assistências. Os Mavericks não conseguiram chegar aos playoffs de 1999, mas na temporada de 1999-2000, as perspectivas da equipe melhoraram consideravelmente. Nash perdeu 25 jogos no meio da temporada devido a uma lesão no tornozelo, mas voltou a registrar seis duplos-duplos no último mês da temporada. Ele terminou a temporada com médias de 8,6 pontos e 4,9 assistências. Mais importante para a equipe, o companheiro de segundo ano e amigo Dirk Nowitzki estava se transformando rapidamente em um jogador de ponta, o veterano Michael Finley estava tendo um ano All-Star e o novo dono da equipe, o bilionário Mark Cuban, estava trazendo novas energias e emoção para a franquia. Com isso, Nash agora tinha um ambiente de apoio no qual ele poderia prosperar.
Na temporada de 2000-01, Nash teve médias de 15,6 pontos e 7,3 assistências. Com Nash dirigindo o ataque do time, Nowitzki e Finley jogando o seu melhor, e a aquisição do All-Star, Juwan Howard, complementando o trio de alta pontuação, os Mavericks conquistaram uma vaga nos playoffs pela primeira vez em mais de um década. Dallas perdeu nas semifinais da Conferência Oeste para o San Antonio Spurs, mas isso marcou o início de um período memorável para Nash e os Mavericks. Na temporada de 2001-02, Nash registrou recordes de carreira de 17,9 pontos e 7,7 assistências e ganhou uma vaga no All-Star Game e na Terceira-Equipe All-NBA. Ele agora era um All-Star, aparecendo cada vez mais em comerciais de televisão e, com Finley e Nowitzki, uma parte dos "Três Grandes" do Dallas Mavericks. Dallas ganhou outra viagem para os playoffs, mas perdeu novamente nas semifinais para o Sacramento Kings.
Nash reproduziu de perto o desempenho de sua temporada anterior na temporada de 2002-03, com média de 17,7 pontos e 7,3 assistências, sendo nomeado novamente para o All-Star Game e para a Terceira-Equipe All-NBA. Nowitzki e Nash lideraram os Mavericks para uma sequência de 14 vitórias consecutivas no começo da temporada e até as finais da Conferência Oeste, onde perderam para o eventual campeão da NBA, o San Antonio Spurs. Foi apenas a segunda aparição nas Finais de Conferência na história da franquia. A temporada de 2003-04 viu um elenco dos Mavericks ofensivamente impulsionado (com as aquisições de Antoine Walker e Antawn Jamison), mas uma queda nas contribuições de pontuação de Nash. Como resultado, ele não foi selecionado para o All-Star e para o All-NBA, embora tenha alcançado novos recordes na carreira em assistências por jogo (8,8) e precisão de lances livres (91,6%). Nos playoffs de 2004, o Dallas não conseguiu progredir mais uma vez e perdeu para o Sacramento Kings.
Após a temporada de 2003-04, Nash se tornou um agente livre. Ele tentou negociar um contrato de longo prazo com Cuban, que estava pagando a Walker, Finley, Nowitzki e Jamison quase US $ 50 milhões em salários naquela temporada. Cuban queria construir sua franquia em torno de Nowitzki e não queria arriscar assinar um contrato de longo prazo com Nash, de 30 anos, e ofereceu a ele um contrato de quatro anos no valor de cerca de US $ 9 milhões anuais. O Phoenix Suns, por outro lado, ofereceu ao armador um contrato de US $ 63 milhões por seis anos. Nash estava relutante em deixar Dallas e voltou para Cuban para ver se ele igualaria o negócio; Cuban não o fez, e Nash assinou com os Suns para a temporada de 2004-05. O canadense iria ganhar dois prêmios de MVP com o Phoenix, e em uma aparição em 14 de junho de 2006 no Late Show com David Letterman, Cuban se perguntou em voz alta, "...você sabe que Steve é um cara incrível e eu o amo demais, mas por que ele não poderia jogar como um MVP para nós?"

### Volta para Phoenix (2004–2012)

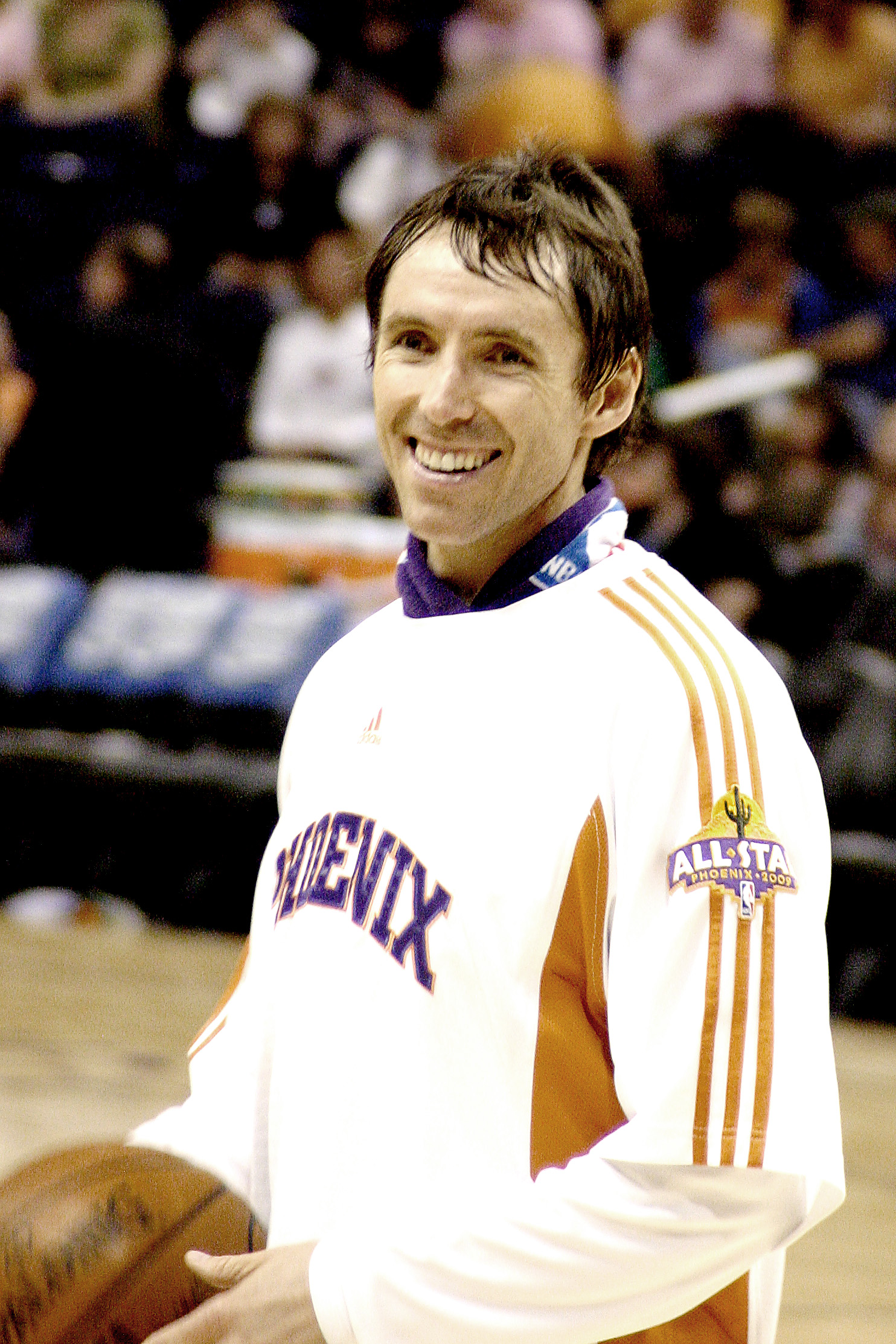
Após o retorno de Nash ao Phoenix em 2004, eles ganharam 33 jogos a mais do que na temporada anterior.

Nash se juntou a um time dos Suns que tinha jogadores jovens emergentes como Shawn Marion, Joe Johnson e Amar'e Stoudemire. Na temporada anterior à chegada de Nash, os Suns registrou um recorde 29-53 e a expectativa é que eles tivessem outra temporada ruim. O técnico Mike D'Antoni preferia um estilo de basquete acelerado; isso exigia jogadores menores e mais atléticos com a capacidade de ultrapassar seus oponentes. A familiaridade de Nash com esse estilo, combinada com o atletismo de seus companheiros de equipe, produziu um recorde de 62-20 e uma média de pontos por jogo de 110,4, a maior em uma década. O catalisador dessa reviravolta, Nash teve média de 11,5 assistências por jogo. Ele venceu Shaquille O'Neal para ganhar o prêmio de MVP da NBA de 2004-05, tornando-se o primeiro canadense a ganhar o prêmio, bem como o terceiro armador a ser nomeado MVP, junto com Magic Johnson e Bob Cousy. Nos playoffs de 2005, o Phoenix venceu o Memphis Grizzlies antes de enfrentar o Dallas Mavericks na segunda rodada. Nash levou os Suns a uma vitória na série por 4–2 e o Suns alcançaram para as finais da Conferência Oeste pela primeira vez desde 1993. Eles acabaram perdendo para o eventual campeão da NBA, o San Antonio Spurs.
Na temporada seguinte, Stoudemire sofreu uma grave lesão no joelho e Johnson e Quentin Richardson foram trocados. Não se esperava que os Suns repetisse sua temporada de sucesso de 2005, mas com Nash dirigindo o ataque em ritmo acelerado, a equipe compilou um recorde respeitável de 54-28 e ganhou o título da divisão. Em 2 de janeiro de 2006, Nash registrou 28 pontos, 5 rebotes e 22 assistências em uma derrota por 140-133 para o New York Knicks. Os Suns foram novamente o time com a maior pontuação da liga, com sete jogadores com média de dois dígitos em pontos por jogo, e Nash foi eleito pela primeira vez para jogar como titular no All-Star Game. No último jogo da temporada, Nash registrou um triplo-duplo de 16 pontos, 10 rebotes e 12 assistências em uma vitória por 106-96 sobre o Portland Trail Blazers. Tendo registrado recordes na carreira em pontos (18,8), rebotes (4,2), porcentagem de arremessos (0,512) e porcentagem de lances livres (o líder da liga .921) e liderando a liga com 10,5 assistências por jogo, Nash ganhou o Prêmio de MVP pelo segundo ano consecutivo. Na primeira rodada dos playoffs de 2006, o Phoenix superou um déficit de 3-1 contra o Los Angeles Lakers e venceu a série por 4-3. O Los Angeles Clippers foi seu oponente nas Semifinais da Conferência e os Suns novamente precisaram de sete jogos para fechar a série. Pelo segundo ano consecutivo, no entanto, os Suns foram eliminado nas Finais da Conferência, desta vez para o ex-time de Nash, o Dallas Mavericks.
Na temporada de 2006-07, Nash teve outra campanha estelar, com médias de 18,6 pontos e 11,6 assistências, ao se tornar a primeira pessoa desde Magic Johnson em 1990-91 com médias de 18 pontos e 11 assistências durante a temporada regular. Nash recebeu o maior número de votos para a Primeira-Equipe All-NBA e foi acompanhado pelo companheiro de equipe Stoudemire; os dois foram os primeiros companheiros a serem selecionado para a Primeira-Equipe desde Kobe Bryant e Shaquille O'Neal em 2003-04. Ele perdeu o Prêmio de MVP, ficando em segundo lugar com 44 votos de primeiro lugar, contra 83 de Dirk Nowitzki. Nos playoffs de 2007, os Suns eliminaram os Lakers em cinco jogos antes de perder por 4–2 para os Spurs nas semifinais da Conferência.

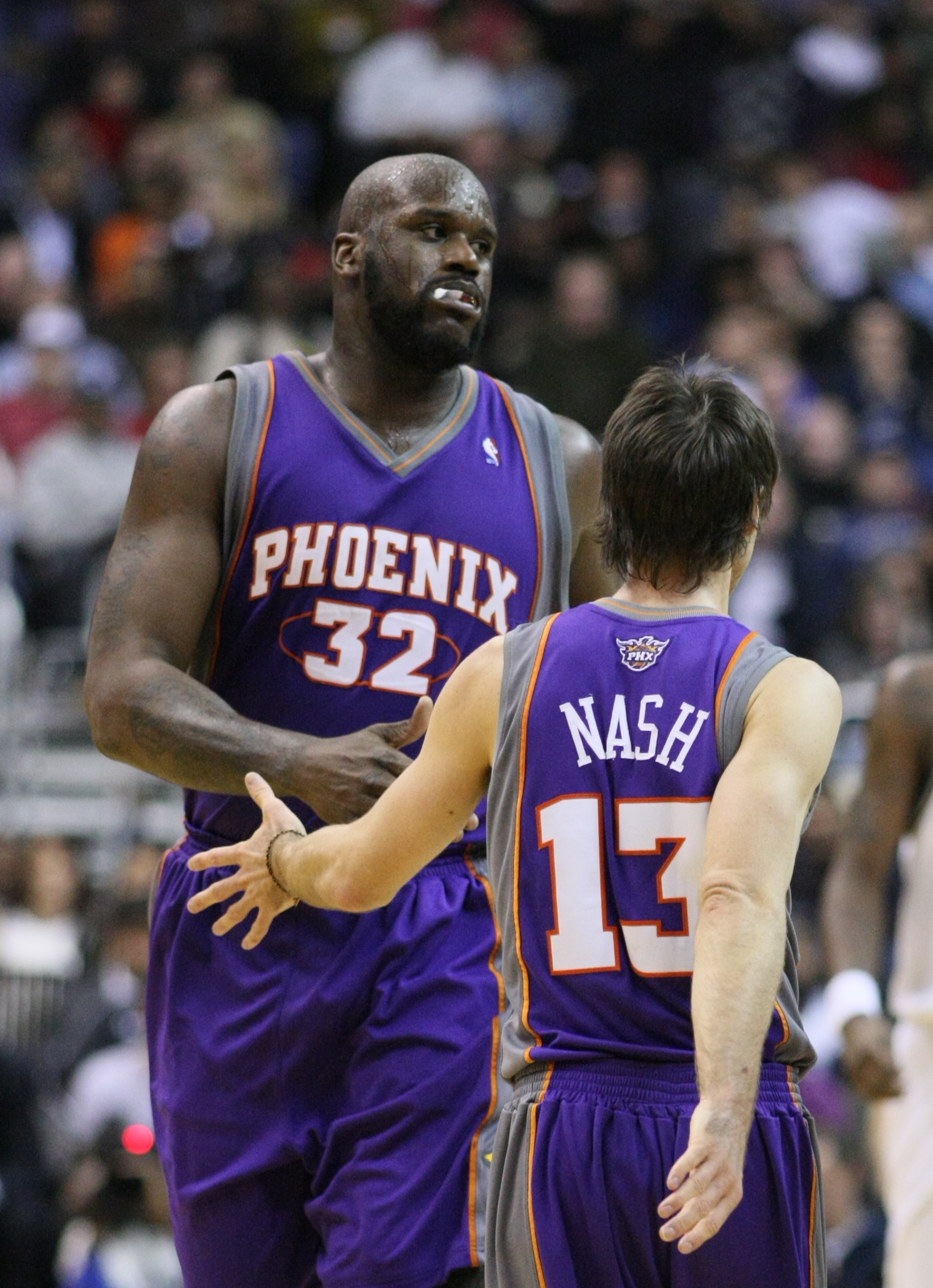
Nash com o companheiro de equipe, Shaquille O'Neal

Nash jogou em 81 jogos da temporada regular da temporada de 2007-08; nesta campanha, a Conferência Oeste foi especialmente competitiva e levou o Suns a 55 vitórias e a sexta melhor campanha. Embora tenha havido uma queda em sua produção na temporada regular, os arremessos de Nash permaneceram fortes; a precisão estava no mesmo nível de sua campanha de MVP de 2005-06 (acertando pelo menos 50%, 40% da linha de três pontos e 90% da linha de lance livre). Em 31 de janeiro de 2008, ele foi selecionado para o All-Star Game pela sexta vez em sua carreira. No entanto, Nash continuou a sentir agonia nos playoffs. Apesar de uma troca no meio da temporada que enviou Shawn Marion para o Miami Heat e trouxe o tetracampeão da NBA, Shaquille O'Neal, para a equipe, os Suns foram derrotados na primeira rodada pelo San Antonio Spurs pela terceira vez em quatro anos. Nash foi mais tarde nomeado para a Segunda-Equipe All-NBA.
Antes do início da temporada de 2008-09, o técnico D'Antoni foi substituído por Terry Porter, que preferia um estilo de basquete mais defensivo. Os Suns tiveram dificuldades para se adaptar a este novo sistema e nem mesmo uma negociação em dezembro envolvendo a chegada de Jason Richardson melhorou a situação. Porter foi então substituído por Alvin Gentry em fevereiro, após um recorde de 28-23, mas o Suns não conseguiu garantir a vaga para os playoffs de 2009, resultando em Nash não indo aos playoffs pela primeira vez desde que voltou a Phoenix para sua segunda passagem.

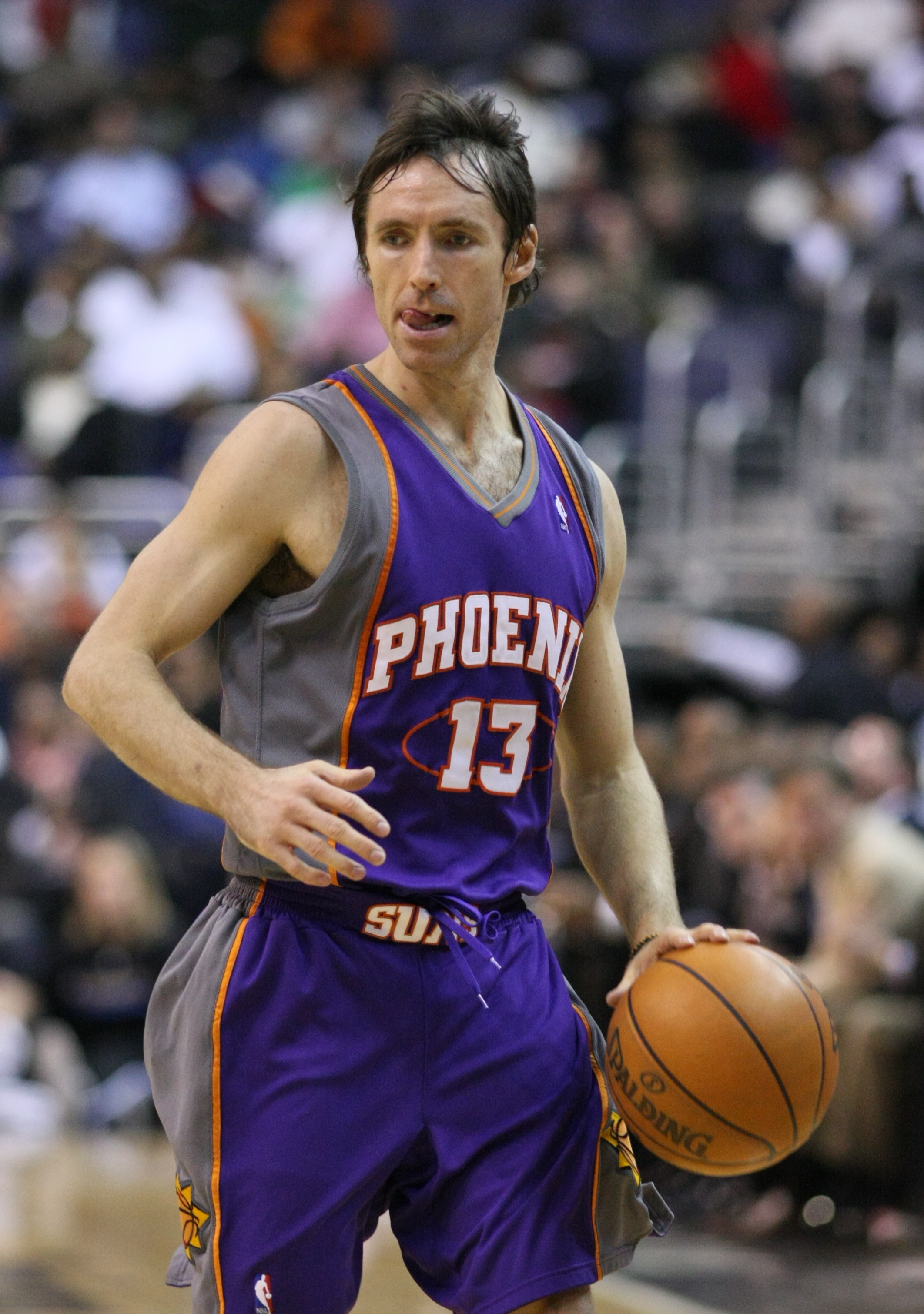
Nash em 2009

Nash e os Suns abriram a temporada de 2009-10 com uma série de desempenhos fortes, tendo um recorde de 8-1 em seus primeiros nove jogos (o melhor da franquia desde 1980-81), com Nash produzindo dois jogos de 20 assistências. Em 21 de janeiro de 2010, Nash foi nomeado o armador titular do Oeste no All-Star de 2010. Os Suns foram o time com a maior pontuação na liga pela quinta temporada consecutiva e foi classificado em terceiro lugar na conferência para os playoffs de 2010. Por trás das performances sólidas de Richardson e do veterano Grant Hill, os Suns derrotaram o Portland Trail Blazers por 4–2 na primeira rodada dos playoffs e os Spurs por 4–0 na segunda rodada. Eles enfrentaram o atual campeão, Los Angeles Lakers, nas finais da conferência. Depois de perder os dois primeiros jogos, Phoenix venceu os próximos dois e empataram a série. A cesta da vitória de Ron Artest no Jogo 5 le os 37 pontos de Kobe Bryant no Jogo 6 completaram a derrota dos Suns.
Os Suns passou por duas grandes mudanças na temporada de 2010-11. Na pré-temporada, Stoudemire partiu para o New York Knicks, enquanto Leandro Barbosa foi trocado por Hedo Türkoğlu. No começo da temporada, Türkoğlu, Richardson e Earl Clark foram trocados por Vince Carter, Marcin Gortat e Mickaël Piétrus do Orlando Magic, enquanto a estrela em ascensão Goran Dragić foi trocada para o Houston Rockets por Aaron Brooks. Pela segunda vez desde que Nash voltou ao Phoenix, a equipe não conseguiu chegar aos playoffs.
Em fevereiro de 2012, Nash foi nomeado para seu oitavo All-Star Game. Na época, ele liderava a NBA em assistências por jogo. Apesar de seu jogo estelar, os Suns não foram para os playoffs segunda vez consecutiva. Ele terminou a temporada com médias de 12,5 pontos e 10,7 assistências.

### Los Angeles Lakers (2012–2015)

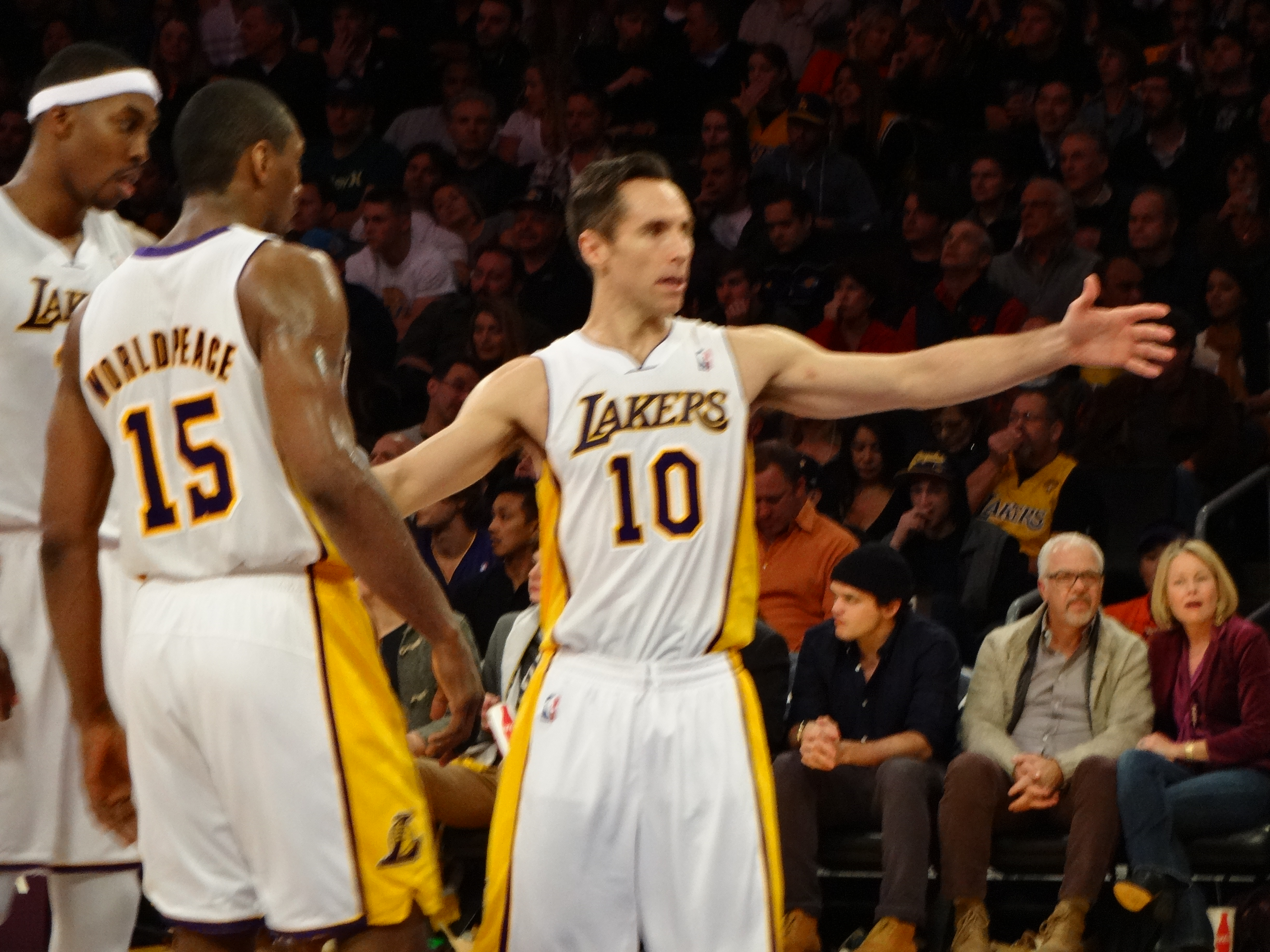
Nash nos Lakers

Em 11 de julho de 2012, o Los Angeles Lakers adquiriu Nash em um contrato de assinatura e troca com Phoenix. Nash também considerou assinar com o New York Knicks ou Toronto Raptors, mas decidiu que Los Angeles era a melhor opção para ele e sua família. Nash mudou o número de sua camisa, já que seu habitual No. 13 foi aposentado por Los Angeles em homenagem a Wilt Chamberlain. Nash, um ávido fã de futebol, escolheu a camisa 10 para homenagear Zinedine Zidane, Lionel Messi e outros jogadores de futebol que usavam o número. Entrando em sua 17ª temporada da NBA, Nash veio para os Lakers preocupado com sua defesa e a saúde de suas costas.
No segundo jogo da temporada de 2012–13, Nash sofreu uma fratura na perna esquerda após uma colisão com Damian Lillard do Portland Trail Blazers. Ele deveria perder pelo menos uma semana, mas ficou fora por quase sete semanas. Ele se reuniu com D'Antoni, que assumiu como treinador dos Lakers depois que Mike Brown foi demitido após um começo de 1-4. Em 22 de dezembro, Nash voltou contra o Golden State Warriors, ajudando os Lakers a vencer por 118–115, registrando 12 pontos e 9 assistências em 41 minutos de jogo. Os Lakers ganhou três dos primeiros quatro jogos após o retorno de Nash. No entanto, eles perderam seus próximos quatro, incluindo uma derrota por 125-112 para o Houston Rockets em 8 de janeiro de 2013, quando Nash se tornou o quinto jogador na história da NBA a alcançar 10.000 assistências na carreira.
Kobe Bryant foi movido para defender o armador adversário, livrando Nash de confrontos desfavoráveis. Ele também teve dificuldades com Dwight Howard para executar o pick and roll, uma jogada que D'Antoni esperava que seria um ganho para o Lakers. Nash perdeu os últimos oito jogos da temporada devido a uma lesão no quadril direito que também causou danos ao tendão da coxa direita. O time se classificou para os playoffs como a sétima melhor campanha, mas foi derrotado por 4-0 pelo San Antonio na primeira rodada. Nash perdeu os dois últimos jogos da série após problemas recorrentes com seu quadril e tendão da perna. No que ele chamou de "a temporada mais frustrante" de sua carreira, Nash perdeu 32 jogos, o recorde de sua carreira, na temporada regular, e teve a menor média de assistências (6,7) desde 1999-2000, quando era reserva em Dallas.

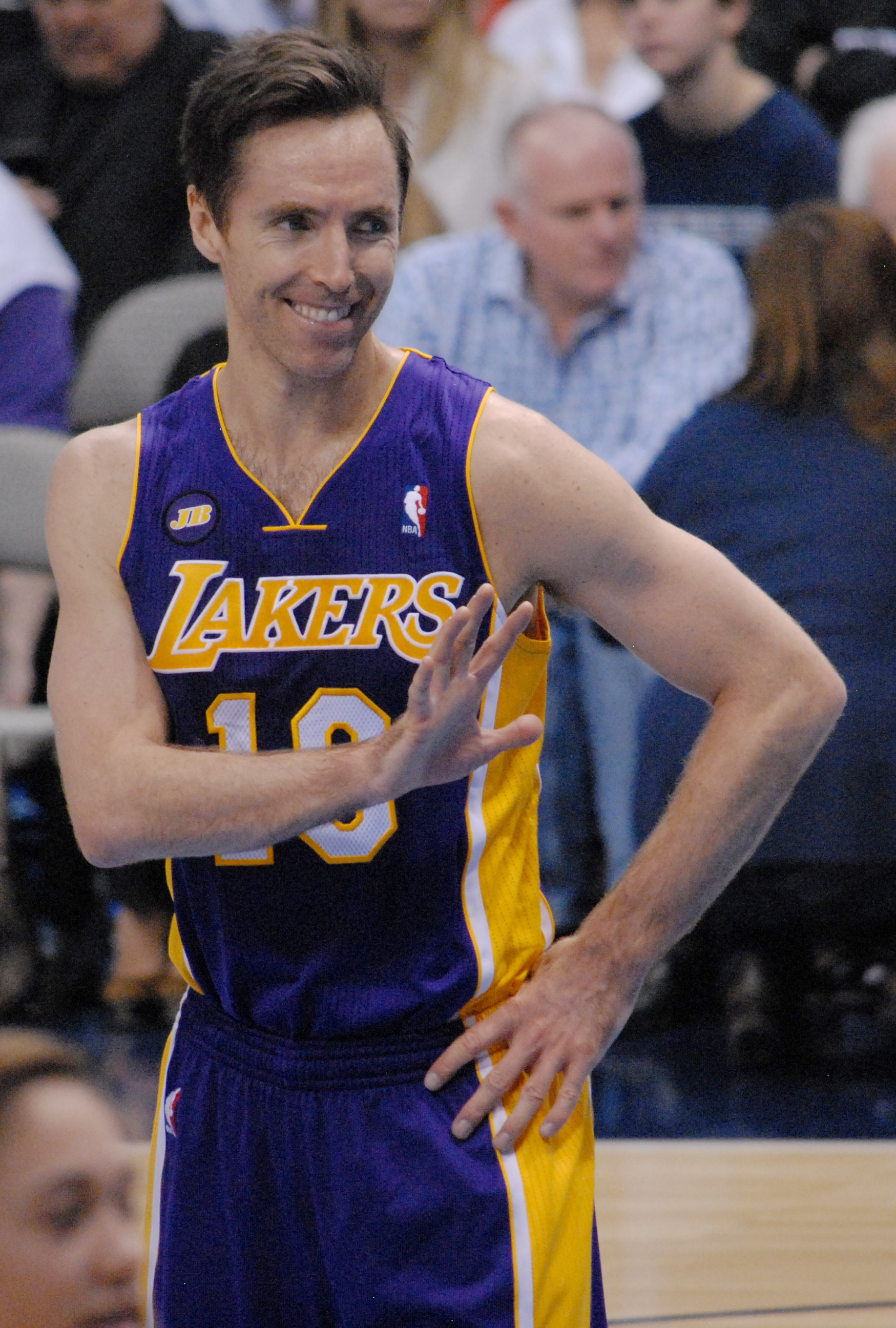
Nash nos Lakers em 2013

Durante a temporada de 2013–14, Nash continuou a sofrer de problemas nos nervos decorrentes de uma lesão na perna na temporada anterior. Em novembro de 2013, ele foi afastado por um mínimo estimado de duas semanas devido à irritação da raiz nervosa. Nash voltou em 4 de fevereiro de 2014, marcando 7 pontos. Em 7 de fevereiro de 2014, seu 40º aniversário, ele marcou 19 pontos, o recorde da temporada, na vitória sobre o Philadelphia 76ers. Em 13 de março, Nash foi descartado até o final da temporada por D'Antoni. Ele estava sofrendo de recorrência de problemas nervosos decorrentes de uma colisão anterior em sua perna esquerda com Kirk Hinrich do Chicago Bulls e os Lakers queriam dar a Kendall Marshall e Jordan Farmar mais tempo de jogo. No entanto, Nash voltou no dia 21 de março, após uma lesão na virilha de Farmar que deveria deixá-lo afastado por um mínimo de duas semanas.
Em julho de 2014, Nash anunciou que a temporada de 2014-15 seria sua última. Durante a pré-temporada, ele sentiu dores nas costas e agravou ainda mais as costas ao levantar pesos. Em 23 de outubro, menos de uma semana antes do início do que teria sido o 19º ano de Nash na NBA, ele foi descartado devido a uma lesão recorrente nas costas. Nash jogou apenas três jogos da pré-temporada antes de começar a sentir mais dores nas costas. Nash sobre a lesão nas costas: "Estar na quadra nesta temporada tem sido minha prioridade e é decepcionante não poder fazer isso agora. Trabalho muito para me manter saudável e, infelizmente, meu revés recente faz com que eu tenha um desempenho completo capacidade difícil. Vou continuar a apoiar a minha equipa durante este período de descanso e vou focar na minha saúde a longo prazo".

### Aposentadoria e consultoria
Nash anunciou sua aposentadoria em 21 de março de 2015. Antes do anúncio, o Cleveland Cavaliers disse ao agente de Nash que estava interessado nele. Ele recusou devido a problemas de saúde e sua vontade de se aposentar como jogador dos Lakers em gratidão pela oportunidade dada pelo clube. Nash foi mais tarde abordado por outro ex-time seu, o Dallas Mavericks, para ter uma última temporada com eles, mas ele recusou devido a seus problemas de saúde já mencionados.
Em 25 de setembro de 2015, foi confirmado que Nash assumiria as funções de consultoria para o Golden State Warriors. Durante sua primeira temporada com a equipe, os Warriors produziram uma temporada recorde de 73-9, embora a equipe tenha perdido nas Finais da NBA de 2016 para o Cleveland Cavaliers. Na temporada seguinte, os Warriors ganhariam as Finais da NBA de 2017 contra o atual campeão Cleveland Cavaliers, dando a Nash seu primeiro título da NBA em qualquer função.
Em 19 de dezembro de 2017, o Basketball Hall of Fame anunciou que a elegibilidade para indução ao Hall da Fama foi reduzida para três anos após a aposentadoria, o que permitiu que Nash fosse elegível para ser consagrado em 2018. Em 31 de março de 2018, foi anunciado que Nash - junto com os ex-companheiros de equipe Jason Kidd e Grant Hill, bem como Ray Allen, Maurice Cheeks e Charlie Scott - seria introduzido no Hall of Fame em 2018. Nash foi formalmente introduzido no Basketball Hall of Fame em 7 de setembro de 2018.

## Carreira como treinador

### Brooklyn Nets (2020-Presente)
Em 3 de setembro de 2020, Nash foi anunciado como treinador principal do Brooklyn Nets.
Em 3 de março de 2021, Nash foi nomeado Treinador do Mês da Conferência Leste em fevereiro, tornando-se o primeiro treinador principal dos Nets a receber o prêmio desde Jason Kidd em 2014.
Nash liderou os Nets para um recorde de 48-24 em sua primeira temporada como treinador principal. Após a temporada de 2020-21, Nash terminou em sexto lugar na votação de Treinador do Ano da NBA.
Em 1 de novembro de 2022 o Brooklyn Nets entrou em acordo com o técnico Steve Nash para sua saída do cargo, segundo informou primeiro Adrian Wojnarowski, da ESPN americana. O time de Nova York começou a temporada 2022 com campanha decepcionante de 2 vitórias e 5 derrotas.

## Carreira na seleção
No início da década de 1990, Nash foi cortado da Seleção Canadense Júnior pelo técnico Ken Olynyk, pai do futuro jogador da NBA, Kelly Olynyk. Aos 17 anos, ele era o membro mais jovem da Equipe Canadá na Summer Universiade, onde a equipe conquistou a medalha de prata.
Em 1993, ainda na universidade, jogou pela Seleção Canadense no Copa América de Basquetebol Masculino e no Summer Universiade. Ele ganhou a medalha de prata no Summer Universiade, perdendo para a equipe dos EUA em uma final muito disputada, que incluiu jogadores como Michael Finley e Damon Stoudamire.
Na Copa América de 1999, Nash levou o Canadá à medalha de prata, qualificando a equipe para as Olimpíadas pela primeira vez em 12 anos; ele foi nomeado MVP do torneio. Nash foi capitão do Canadá nas Olimpíadas de 2000. O Canadá foi eliminado nas quartas de final em uma derrota para a França. Nash expressou desapontamento com o resultado, dizendo: "Dói muito. Sinto que decepcionei todo mundo. Poderíamos ter estado na final. Fomos bons o suficiente". No entanto, ele viu uma possível fresta de esperança, dizendo "Espero que as crianças [no Canadá] se sintam inspiradas a jogar. Isso é o que eu realmente espero".  O desempenho olímpico de Nash o levou ao estrelato no Canadá, e ele terminou em quinto lugar na votação para o prêmio Lionel Conacher de 2000, que é entregue ao atleta canadense do ano.
Nash novamente liderou a equipe do Canadá durante a qualificação para os Jogos Olímpicos de Verão de 2004 em um torneio em Porto Rico. Ele liderou o torneio em assistências e foi nomeado MVP do torneio, mas o Canadá terminou em quarto lugar, perdendo as três vagas olímpicas disponíveis. Essa foi a última vez que Nash jogou pelo Canadá; ele teria ficado chateado com a demissão do técnico Jay Triano em 2004. Em dezembro de 2007, ele disse: "Em minha mente agora, não vou mais jogar pelo Canadá".
Em 8 de maio de 2012, Nash se tornou o gerente geral da Seleção Canadense. Três meses depois, ele recontratou Triano como treinador principal.
Em 5 de março de 2019, Nash fez a transição para uma função de conselheiro sênior e foi sucedido como gerente geral por Rowan Barrett, seu ex-companheiro de equipe nacional.

## Perfil do jogador

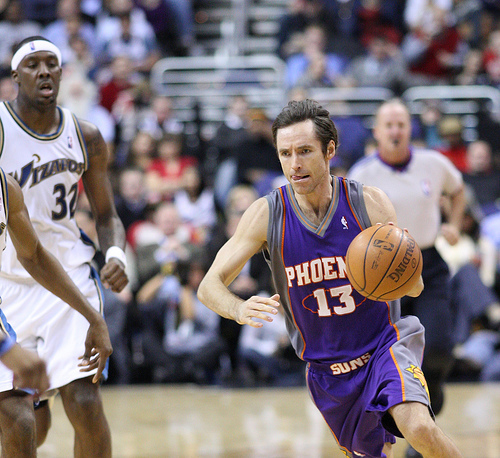
Nash é conhecido por suas habilidades de drible, passe e arremesso.

Nash é mais conhecido por sua habilidade no manuseio da bola e arremesso. Ele liderou a liga em assistências por cinco anos, com média de 11,5 assistências por jogo em 2004-05, 10,5 em 2005-06, 11,6 em 2006-07, 11,0 em 2009-10 e 11,4 em 2010-11 e venceu o NBA Skills Challenge em 2005 e 2010. No final da temporada de 2012-13, ele tinha uma média de arremessos de lance livre certos de 90,4% na carreira (anteriormente o melhor na história da NBA; agora está atrás de Stephen Curry) e uma média de arremessos de três pontos certos na carreira de 42,8% (oitavo melhor na história da liga), e classificado como um dos 10 melhores jogadores na história da liga em assistências, assistências por jogo e cestas de três pontos feitos. Na temporada de 2005-06, Nash se tornou o quarto jogador na história da NBA a arremessar 50% ou melhor, 40% da faixa de três pontos (43,9) e 90% da linha de lance livre, juntando-se a Larry Bird, Reggie Miller e Mark Price no clube 50–40–90. Nash repetiria esse feito mais três vezes nas temporadas de 2007-08, 2008-09 e 2009-10. Nash (quatro vezes) e Larry Bird (duas vezes) são os únicos jogadores que realizaram esse feito mais de uma vez.
Duas vezes MVP da NBA, Nash é um dos três armadores (junto com Magic Johnson e Stephen Curry) a ganhar o Prêmio de MVP várias vezes e um dos quatro armadores na história da NBA a ganhar MVPs consecutivos (junto com Johnson, Michael Jordan e Curry). Apenas dez outros jogadores da NBA ganharam prêmios consecutivos de MVP: Johnson, Jordan, Bill Russell, Wilt Chamberlain, Kareem Abdul-Jabbar, Moses Malone, Larry Bird, Tim Duncan, LeBron James e Stephen Curry. Em 11 de maio de 2006, a ESPN.com classificou Nash como o nono melhor armador de todos os tempos e, em uma pesquisa da nba.com em 2007, Nash recebeu 85% dos votos dos gerentes gerais da liga como o melhor armador da liga. Em uma pesquisa semelhante em 2009, Nash foi classificado como o melhor passador de bola e o jogador com o maior QI no basquete.
Comentando sobre a derrota de Nash para o ex-companheiro de equipe Dirk Nowitzki na disputa pelo MVP da NBA de 2007, o ex-pivô do Boston Celtics, Bill Russell, afirmou: "Acho que, no cenário mundial, ele é um dos nossos grandes atletas em todos os esportes. Os dois MVPs que ele teve, ele mereceu. Parte do motivo pelo qual ele é tão bom e tão eficaz é que os caras gostam de jogar com ele. Ele cria uma atmosfera onde eles ganham jogos".

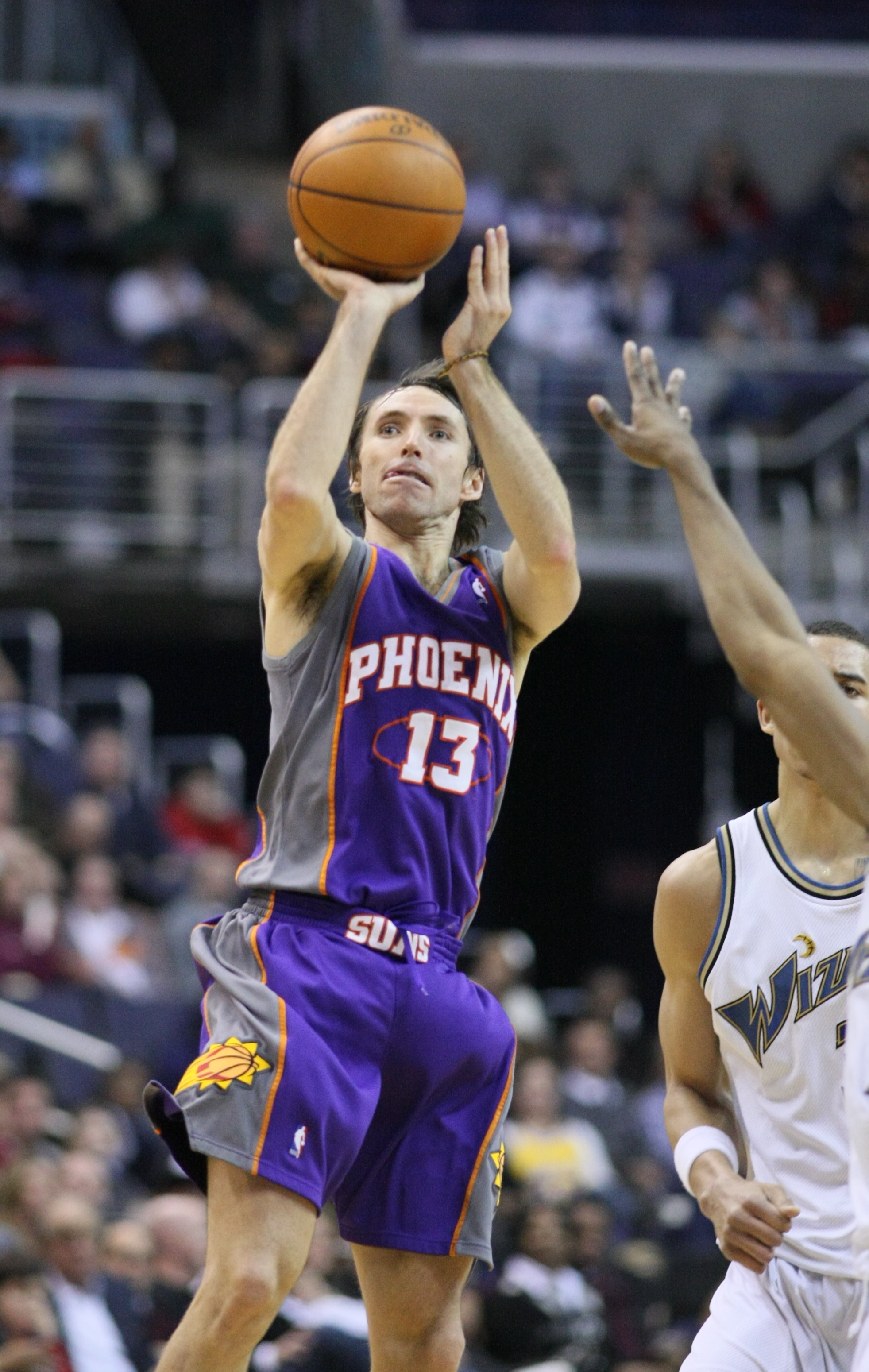
Nash enquanto estava com os Suns. Ele é considerado um dos melhores atiradores da história da NBA.

Em termos de habilidades específicas, Nash foi particularmente eficaz jogando no pick and roll, especialmente com Nowitzki quando ele estava com os Mavericks e mais tarde com 'Amar'e Stoudemire e Shawn Marion sob o comando do técnico Mike D’Antoni nos Suns. Ele foi responsável por sete de seus companheiros de equipe atingirem as melhores médias de pontos de sua carreira na temporada.

## Estatísticas

### NBA

#### Temporada Regular
| Ano      | Equipe      | PJ    | PT    | MPJ  | AP   | 3P   | LL    | RT  | AS    | BR  | TO | PPJ  |
| -------- | ----------- | ----- | ----- | ---- | ---- | ---- | ----- | --- | ----- | --- | -- | ---- |
| 1996–97  | Phoenix     | 65    | 2     | 10.5 | .423 | .418 | .824  | 1.0 | 2.1   | .3  | .0 | 3.3  |
| 1997–98  | Phoenix     | 76    | 9     | 21.9 | .459 | .415 | .860  | 2.1 | 3.4   | .8  | .1 | 9.1  |
| 1998–99  | Dallas      | 40    | 40    | 31.7 | .363 | .374 | .826  | 2.9 | 5.5   | .9  | .1 | 7.9  |
| 1999–00  | Dallas      | 56    | 27    | 27.4 | .477 | .403 | .882  | 2.2 | 4.9   | .7  | .1 | 8.6  |
| 2000–01  | Dallas      | 70    | 70    | 34.1 | .487 | .406 | .895  | 3.2 | 7.3   | 1.0 | .1 | 15.6 |
| 2001–02  | Dallas      | 82    | 82    | 34.6 | .483 | .455 | .887  | 3.1 | 7.7   | .6  | .0 | 17.9 |
| 2002–03  | Dallas      | 82    | 82    | 33.1 | .465 | .413 | .909  | 2.9 | 7.3   | 1.0 | .1 | 17.7 |
| 2003–04  | Dallas      | 78    | 78    | 33.5 | .470 | .405 | .916  | 3.0 | 8.8   | .9  | .1 | 14.5 |
| 2004–05  | Phoenix     | 75    | 75    | 34.3 | .502 | .431 | .887  | 3.3 | 11.5* | 1.0 | .1 | 15.5 |
| 2005–06  | Phoenix     | 79    | 79    | 35.4 | .512 | .439 | .921* | 4.2 | 10.5* | .8  | .2 | 18.8 |
| 2006–07  | Phoenix     | 76    | 76    | 35.3 | .532 | .455 | .899  | 3.5 | 11.6* | .8  | .1 | 18.6 |
| 2007–08  | Phoenix     | 81    | 81    | 34.3 | .504 | .470 | .906  | 3.5 | 11.1  | .7  | .1 | 16.9 |
| 2008–09  | Phoenix     | 74    | 74    | 33.6 | .503 | .439 | .933  | 3.0 | 9.7   | .7  | .1 | 15.7 |
| 2009–10  | Phoenix     | 81    | 81    | 32.8 | .507 | .426 | .938* | 3.3 | 11.0* | .5  | .1 | 16.5 |
| 2010–11  | Phoenix     | 75    | 75    | 33.3 | .492 | .395 | .912  | 3.5 | 11.4* | .6  | .1 | 14.7 |
| 2011–12  | Phoenix     | 62    | 62    | 31.6 | .532 | .390 | .894  | 3.0 | 10.7  | .6  | .1 | 12.5 |
| 2012–13  | L.A. Lakers | 50    | 50    | 32.5 | .497 | .438 | .922  | 2.8 | 6.7   | .6  | .1 | 12.7 |
| 2013–14  | L.A. Lakers | 15    | 10    | 20.9 | .383 | .333 | .917  | 1.9 | 5.7   | .5  | .1 | 6.8  |
| Carreira | Carreira    | 1.217 | 1.053 | 30.6 | .477 | .416 | .896  | 2.9 | 8.1   | .7  | .0 | 13.5 |
| All-Star | All-Star    | 7     | 2     | 15.9 | .429 | .250 | .000  | 2.0 | 6.7   | .4  | .1 | 3.7  |

#### Playoffs
| Year     | Team        | GP  | GS  | MPG  | FG%  | 3P%  | FT%   | RPG | APG  | SPG | BPG | PPG  |
| -------- | ----------- | --- | --- | ---- | ---- | ---- | ----- | --- | ---- | --- | --- | ---- |
| 1997     | Phoenix     | 4   | 0   | 3.8  | .222 | .250 | .000  | .3  | .3   | .3  | .3  | 1.3  |
| 1998     | Phoenix     | 4   | 1   | 12.8 | .444 | .200 | .625  | 2.5 | 1.8  | .5  | .0  | 5.5  |
| 2001     | Dallas      | 10  | 10  | 37.0 | .417 | .410 | .882  | 3.2 | 6.4  | .6  | .1  | 13.6 |
| 2002     | Dallas      | 8   | 8   | 40.4 | .432 | .444 | .971  | 4.0 | 8.8  | .5  | .0  | 19.5 |
| 2003     | Dallas      | 20  | 20  | 36.5 | .447 | .487 | .873  | 3.5 | 7.3  | .9  | .1  | 16.1 |
| 2004     | Dallas      | 5   | 5   | 39.4 | .386 | .375 | .889  | 5.2 | 9.0  | .8  | .0  | 13.6 |
| 2005     | Phoenix     | 15  | 15  | 40.7 | .520 | .389 | .919  | 4.8 | 11.3 | .9  | .2  | 23.9 |
| 2006     | Phoenix     | 20  | 20  | 39.9 | .502 | .368 | .912  | 3.7 | 10.2 | .4  | .3  | 20.4 |
| 2007     | Phoenix     | 11  | 11  | 37.5 | .463 | .487 | .891  | 3.2 | 13.3 | .4  | .1  | 18.9 |
| 2008     | Phoenix     | 5   | 5   | 36.6 | .457 | .300 | .917  | 2.8 | 7.8  | .4  | .2  | 16.2 |
| 2010     | Phoenix     | 16  | 16  | 33.7 | .518 | .380 | .893  | 3.3 | 10.1 | .3  | .1  | 17.8 |
| 2013     | L.A. Lakers | 2   | 2   | 30.5 | .435 | .000 | 1.000 | 2.5 | 4.5  | .0  | .0  | 12.5 |
| Carreira | Carreira    | 120 | 113 | 32.4 | .436 | .340 | .814  | 3.2 | 7.5  | .5  | .1  | 14.9 |

### Universitário
| Year     | Team        | GP  | GS | MPG  | FG%  | 3P%  | FT%  | RPG | APG | SPG | BPG | PPG  |
| -------- | ----------- | --- | -- | ---- | ---- | ---- | ---- | --- | --- | --- | --- | ---- |
| 1992–93  | Santa Clara | 31  | —  | 24.0 | .424 | .408 | .825 | 2.5 | 2.2 | .8  | .1  | 8.1  |
| 1993–94  | Santa Clara | 26  | 23 | 29.9 | .414 | .399 | .831 | 2.5 | 3.7 | 1.3 | .0  | 14.6 |
| 1994–95  | Santa Clara | 27  | 27 | 33.4 | .444 | .454 | .879 | 3.8 | 6.4 | 1.8 | .1  | 20.9 |
| 1995–96  | Santa Clara | 29  | —  | 33.8 | .430 | .344 | .894 | 3.6 | 6.0 | 1.3 | .0  | 17.0 |
| Carreira | Carreira    | 133 | —  | 30.2 | .428 | .401 | .857 | 3.1 | 4.5 | 1.3 | .0  | 15.1 |

Fonte:

## Vida pessoal

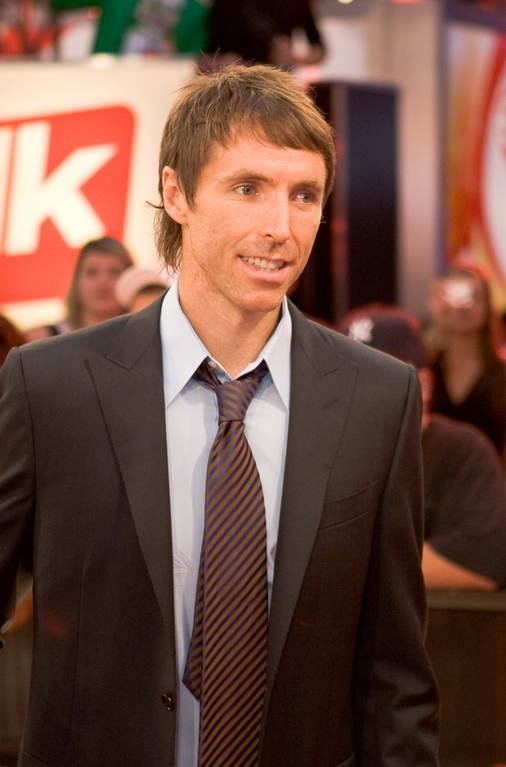
Nash na festa do eTalk Festival de 2008 durante o Festival Internacional de Cinema de Toronto

Em 2001, Nash conheceu Alejandra Amarilla em Manhattan. Eles se casaram em junho de 2005 e tiveram filhas gêmeas, Lola e Bella, nascidas em 14 de outubro de 2004 e um filho, Matteo, nascido em 12 de novembro de 2010. No dia do nascimento de seu filho, Nash fez uma declaração à Life & Style em que anunciou o nascimento, mas chamou-o de "momento agridoce", revelando que ele e sua esposa "viveram separados nos últimos meses" e estão "em processo de dissolução" de seu casamento.
Em março de 2016, Nash ficou noivo de Lilla Frederick, ex-jogadora de vôlei. Eles se casaram em setembro de 2016. Em julho de 2017, Frederick deu à luz seu filho, Luca Sun Nash, no Cedars-Sinai Hospital em Los Angeles, Califórnia.
Em 2006, Nash negou que estava romanticamente envolvido com a cantora canadense Nelly Furtado. Ela o havia mencionado em sua canção "Promiscuous", de 2006, o que gerou rumores de que eles estavam ligados. Ambos cresceram na Colúmbia Britânica.
O irmão mais novo de Nash, Martin, jogou futebol pelo Vancouver Whitecaps e fez 30 partidas pela Seleção Canadense de Futebol. Sua irmã mais nova, Joann, foi capitã do time de futebol feminino da University of Victoria Vikes por três anos e foi nomeada All-Star da Associação Atlética da Canada West Universities. Ela é casada com o ex-jogador profissional de hóquei no gelo e atual técnico assistente do Toronto Maple Leafs, Manny Malhotra. Nash é o padrinho da estrela do New York Knicks, R. J. Barrett.
Nash tem uma condição médica chamada espondilolistese, que causa rigidez muscular e dores nas costas. Devido à condição, quando ele não estava na quadra, ele deitava de costas em vez de sentar no banco para evitar que seus músculos enrijecem.

### Caridade
Em 2001, Nash fundou a Fundação Steve Nash. Por meio de doações a entidades de serviço público e sem fins lucrativos, a fundação visa promover a saúde infantil por meio do financiamento de projetos que prestam serviços a crianças afetadas pela pobreza, doença, abuso ou negligência e criam oportunidades de educação, brincadeiras e empoderamento. Ela concentra seus recursos em comunidades em Phoenix, Arizona e na British Columbia, e recebeu o status de caridade em 2004. A fundação recebeu o Prêmio Steve Patterson de Excelência em Filantropia Esportiva em 2008. Nash também fundou o Jim Jennings Memorial Endowment Fund, estabelecido em homenagem a um funcionário voluntário da Universidade de Santa Clara que serviu ao time de basquete por mais de 20 anos.
Em outro lugar, Nash patrocina a Liga de Basquete Juvenil Steve Nash em British Columbia, que tem mais de 10.000 participantes. Ele também se envolveu com a GuluWalk, uma organização de caridade operada pelo Canadá que aumenta a conscientização e arrecada fundos para as crianças afetadas pela guerra no norte de Uganda. Em setembro de 2007, Nash e Yao Ming encabeçaram um grupo de jogadores da NBA que viajou para a China e jogou um jogo de exibição com a Seleção Chinesa. O evento de caridade arrecadou 2,5 milhões de dólares, destinados a crianças chinesas necessitadas.
Em maio de 2006, Nash foi nomeado pela Time como uma das 100 pessoas mais influentes do mundo. No artigo de Charles Barkley, Nash foi elogiado por seu altruísmo na quadra de basquete e por ser "apenas um cara legal" que pagou por uma nova ala de cardiologia pediátrica em um hospital paraguaio. Em 28 de dezembro de 2007, foi anunciado que Nash receberia a maior homenagem civil do Canadá, a Ordem do Canadá, e em 3 de junho de 2008, foi anunciado que Nash receberia uma estrela na Calçada da Fama do Canadá. Em 18 de setembro de 2009, ele recebeu o título honorário de Doutor em Direito da Universidade de Victoria por suas realizações atléticas e trabalho filantrópico em nome de jovens através da Fundação Steve Nash.

### Patrocinios
Nash é seletivo em seus patrocinios, preferindo empresas que considera socialmente responsáveis. Depois de ganhar seu primeiro prêmio de MVP, ele foi chamado para servir como porta-voz de vários produtos, incluindo MDG Computers, relógios Raymond Weil, Vitamin Water e Clearly Canadian Bottle. Ele também tem um relacionamento de longa data com a Nike. Nash é representado pelo agente Bill Duffy.

### Futebol

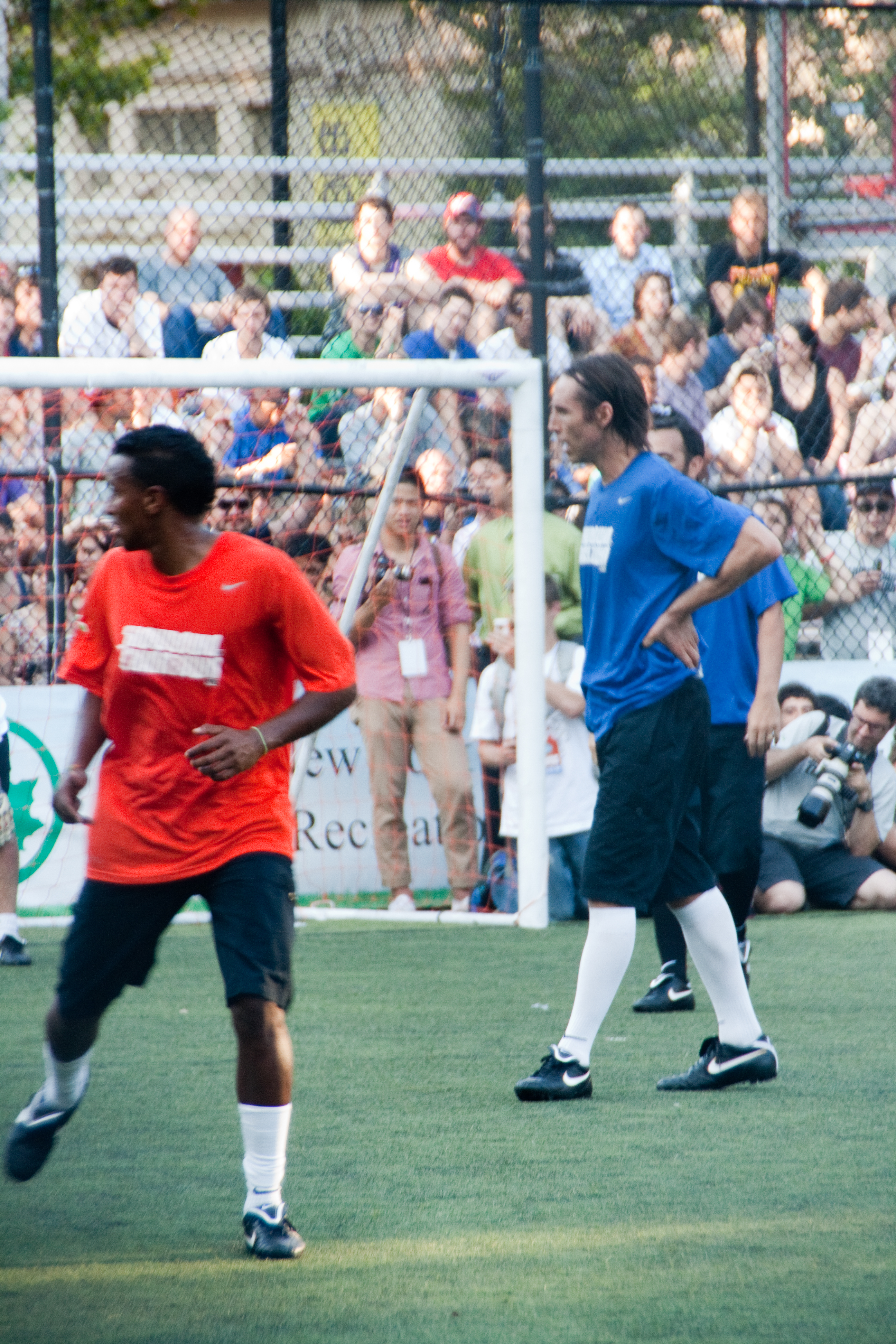
Nash pensou em seguir carreira no futebol antes de decidir se concentrar no basquete em tempo integral.

Nash cresceu jogando futebol - ele declarou em uma entrevista de 2005 que poderia ter jogado profissionalmente se tivesse se concentrado nisso - e continua a se interessar pelo esporte. Quando Dirk Nowitzki chegou à NBA da Alemanha, ele e Nash se tornaram amigos íntimos, em parte porque gostavam de assistir futebol juntos. Nash é amigo de vários ex-jogadores de futebol profissional, incluindo Alessandro Del Piero, Thierry Henry, Owen Hargreaves, Massimo Ambrosini e Steve McManaman. Durante seu período de folga, quando morava na cidade de Nova York, ele treinou com o New York Red Bulls da Major League Soccer.
Nash, cujo pai nasceu no distrito de Tottenham, Londres, é um torcedor do Tottenham Hotspur e expressou interesse em possuir uma participação minoritária no clube. "Eu gostaria de ser proprietário. É algo que eu poderia fazer pelo resto da minha vida depois que minha pequena janela de popularidade morrer", disse ele em uma entrevista ao The New York Times. Nash acrescentou: "Sempre fui um torcedor apaixonado por toda a minha vida. Meus pais são do norte de Londres, então não sou um ianque que quer lucrar com o futebol. Não me importo em ganhar dinheiro. Eu só quero ver os Spurs terem sucesso e, se eu puder ajudar, isso é ótimo". No entanto, ele disse que qualquer participação nos Spurs viria após o fim de sua carreira no basquete e que ele teve apenas "contato casual" com o presidente Daniel Levy e o ex-diretor de futebol, Damien Comolli. Nash também é torcedor do FC Barcelona e do Sport Club Corinthians Paulista, clube que o ex-companheiro dos Suns, Leandro Barbosa, torce. Quando Barbosa visitou o Corinthians em 2007, o clube lhe deu uma camisa com o nome de Nash e o número da camisa.
Nash também já havia feito declarações sobre sua intenção de trazer a Major League Soccer para Vancouver já em 2011, o que ele conseguiu fazer. Ele se juntou ao grupo de propriedade da equipe USL-1 Vancouver Whitecaps FC em julho de 2008 e, em março de 2009, Vancouver foi oficialmente nomeada como uma futura cidade de expansão da MLS, definida para se juntar à liga em 2011. Nash ocasionalmente participa dos treinos de sua equipe que agora é apenas chamada de Vancouver Whitecaps.
Nash, junto com o ex-presidente do Yahoo! e também nativo de Victoria, Jeff Mallett, eram investidores na Women's Professional Soccer, uma liga de futebol que foi lançada em março de 2009 e encerrada em maio de 2012. Nash citou suas filhas gêmeas e disse queria ter modelos para elas seguirem como razão para apoiar a liga. Nash também foi co-anfitrião do Showdown em Chinatown em 2008, um jogo de futebol beneficente 8 contra 8 realizado no Parque Sara D. Roosevelt. Ele marcou dois gols na vitória de seu time por 8–5. Participaram do evento Thierry Henry, Jason Kidd, Baron Davis e os companheiros dos Suns, Raja Bell e Leandro Barbosa.
Em julho de 2013, Nash participou de uma sessão de treinamento com o clube de futebol italiano Inter de Milão nas instalações do New York Red Bulls, em New Jersey. Ele também treinou com o New York Cosmos B em 2015.
Em 5 de janeiro de 2016, foi anunciado que Nash fazia parte de um grupo que comprou uma participação de $ 21 milhões no clube espanhol, RCD Mallorca. O grupo também incluiu o proprietário do Phoenix Suns, Robert Sarver, o vice-presidente dos Suns, Andy Kohlberg, e os ex-jogadores da Seleção Americana de Futebol, Stuart Holden e Kyle Martino.

### Outros interesses

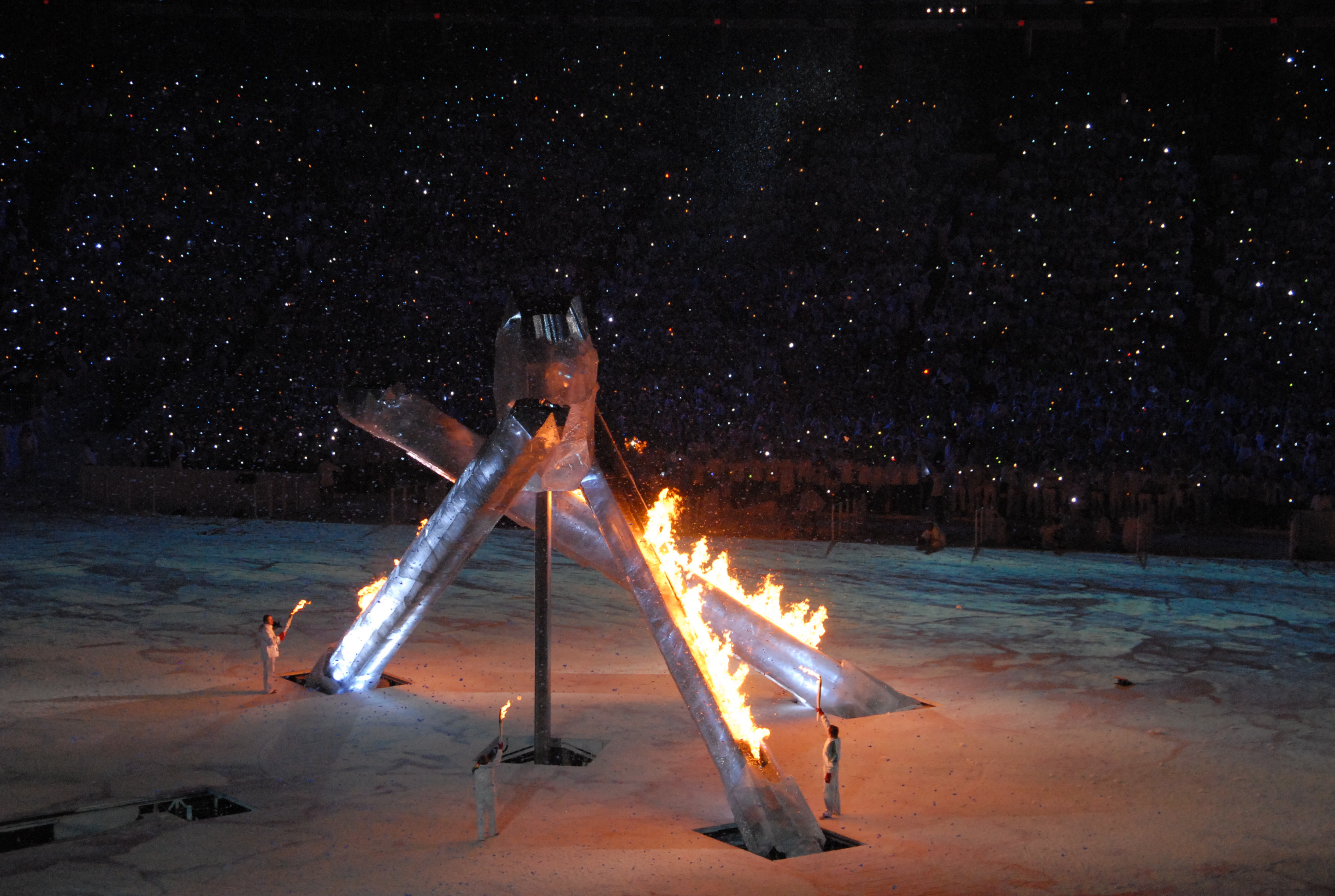
Nash, Wayne Gretzky, Nancy Greene e Catriona Le May Doan participaram do acendimento do caldeirão olímpico nos Jogos Olímpicos de Inverno de 2010.

Nash e um parceiro baseado em Montreal, Leonard Schlemm, abriram o primeiro Steve Nash Sports Club na primavera de 2007 no centro de Vancouver, uma instalação sofisticada de $ 5 milhões e 3.580 m² que irá espelhar a própria filosofia de fitness de Nash.
Em 2007, Nash escreveu e produziu um comercial de 81 segundos para a Nike intitulado "Training Day", dirigido pela filha de Julian Schnabel, Lola, que ganhou popularidade como vídeo viral no YouTube. Nash também abriu uma produtora de filmes junto com seu primo, o cineasta Ezra Holland, e pretende produzir filmes independentes. O primeiro esforço criativo vindo de Meathawk foi um comercial de 91 segundos, intitulado "The Sixty Million Dollar Man", para o tênis ecologicamente correto Trash Talk da Nike, o primeiro calçado de alto desempenho a ser feito - a pedido de quem se preocupa com o meio ambiente - de materiais reciclados. Nash usa o sapato desde fevereiro de 2008, mas a Nike produziu apenas 5.000 pares para venda. O anúncio, que estourou viralmente no Dia da Terra de 2008, foi escrito por Nash e os diretores do spot, Danny Vaia e Ezra Holland. Nash e Holland também co-dirigiram o documentário Into the Wind, sobre o icônico atleta e ativista canadense Terry Fox, como parte da série 30 for 30 da ESPN. Em outubro de 2013, Nash apareceu no videoclipe de "City of Angels" de Thirty Seconds to Mars.
Para os Jogos Olímpicos de Inverno de 2010 em Vancouver, Nash se tornou o primeiro jogador da NBA na história olímpica a carregar a tocha e acender o caldeirão olímpico.
Nash também é conhecido por suas opiniões políticas francas. Ele foi um dos primeiros oponentes públicos da Guerra do Iraque de 2003, vestindo uma camiseta feita sob medida para o All Star da NBA de 2003 que dizia: "Sem guerra - atire pela paz". Embora Nash tenha recebido apoio positivo do companheiro de equipe, Nick Van Exel, entre outros, ele também recebeu críticas de David Robinson, um ex-oficial da Marinha e também jogador da NBA, bem como de comentaristas como Skip Bayless, que criticou Nash por ser desinformado e o aconselhou a "apenas se calar e jogue". Nash também criticou o SB1070 do Arizona, legislação que visa abordar agressivamente a imigração ilegal, pois ele acha que "a lei obviamente pode visar oportunidades para o perfilhamento racial." Em agosto de 2017, Nash criticou o presidente Donald Trump no rescaldo do comício Unite the Right de 2017, dizendo que "defender a supremacia branca e, em seguida, usar uma gíria de suco de uva de merda resume muito bem o homem", referindo-se a uma vinícola que Donald Trump possui em Charlottesville, Virginia.